# Sauville (Vosges)
Sauville ist eine auf 360 Metern über Meereshöhe gelegene französische Gemeinde im Département Vosges in der Region Grand Est. Sie gehört zum Kanton Vittel im Arrondissement Neufchâteau. Sie grenzt im Nordosten an Saint-Ouen-lès-Parey, im Osten an La Vacheresse-et-la-Rouillie, im Südosten an Martigny-les-Bains, im Süden an Villotte, im Südwesten an Blevaincourt, im Westen an Robécourt und im Nordwesten an Vrécourt. Die Bewohner nennen sich Sauvillois(es).

## Bevölkerungsentwicklung
| Jahr      | 1962 | 1968 | 1975 | 1982 | 1990 | 1999 | 2008 | 2019 |
| --------- | ---- | ---- | ---- | ---- | ---- | ---- | ---- | ---- |
| Einwohner | 255  | 240  | 240  | 229  | 193  | 198  | 197  | 178  |

## Sehenswürdigkeiten

Kirche Saint-Brice

- Kirche Saint-Brice